# Judy Martz
Judy Morstein Martz, född 28 juli 1943 i Big Timber, Montana, död 30 oktober 2017 i Butte, Montana, var en amerikansk republikansk politiker, rodeodrottning och skridskoåkare. Hon var Montanas guvernör 2001–2005.
I sin ungdom var Martz hastighetsåkare på skridskor och deltog i olympiska vinterspelen 1964. Hon studerade vid Eastern Montana College. År 1961 kröntes hon till Miss Rodeo Montana 1962.
Martz tjänstgjorde som Montanas viceguvernör 1997–2001. Därefter efterträdde hon Marc Racicot som guvernör och efterträddes 2005 av Brian Schweitzer.